# Caledoniscincus notialis
Caledoniscincus notialis — вид сцинкоподібних ящірок родини сцинкових (Scincidae). Ендемік Нової Каледонії.

## Поширення і екологія
Caledoniscincus notialis поширені на території Південної провінції Нової Каледонії. Вони живуть у вологих тропічних лісах та в чагарникових заростях макі, на висоті до 1600 м над рівнем моря.

## Збереження
МСОП класифікує стан збереження цього виду як близький до загрозливого. Caledoniscincus notialis може загрожувати знищення природного середовища та хижацтво з боку інтродукованих видів.